# Tiszabura
Tiszabura è un comune dell'Ungheria di 2.972 abitanti (dati 2015). È situato nella contea di Jász-Nagykun-Szolnok.